# Ђело Хаџиселимовић
Ђело Хаџиселимовић (Загреб, 12. октобар 1950) хрватски је новинар. Већину радног века провео је на Хрватској радио-телевизији, а најпознатији је по „одабиру” документарних филмова.

## Биографија
Рођен је у Котор Варошу. Филозофски факултет је завршио у Загребу 1974. и стекао диплому компаратисте и професора енглеског језика. Исте године почиње да ради на Телевизији Загреб, касније ХРТ, у забавном програму. Уредник забавног програма постао је 1981. године.
Најпознатији је по одабиру документарних емисија, а често је говорио да је „најсрећнији човек на свету, јер ради посао који заиста воли”. Фраза на крају скоро сваког документарца приказиваног на ХРТ — „Одабрао Ђело Хаџиселимовић”, постала је синоним за квалитетан телевизијски програм, а у јавности се почела користити када се описује добар избор или савршен производ.
Након 41 године рада на телевизији пензионисао се у октобру 2015. године.